# Пикардијски овчар
Пикардијски овчар ( фр. Berger Picard ) је француска раса пастирских паса. Раса је скоро изумрла током Првог и Другог светског рата, али се данас скоро опоравила. Ово је лојална раса паса која може бити добар породични љубимац ако се правилно социјализује у раном добу.
Године 2006. створен је Бергер Пицард Клаб Оф Америка да помогне у промовисању и заштити расе.

## Изглед
Пикардијски овчар је средње велик, мишићав пас, благо дугачак, висок и рашчупаног, елегантног изгледа. Уши су им природно равне, високе и прилично широке у дну. Обрве су густе, али не штите тамне очи. Пси су познати по свом "осмеху". По лошем времену њихова длака је тврда на додир, са врло мало поддлаке. Длака долази у две боје, браон и тиграста, са различитим варијацијама пега.

### Висина
Висина у гребену: 60 - 65 цм за мужјаке, 55 - 60 цм за женке.
Разлози за новчану казну: прекорачење максимално дозвољене висине за 2 цм Основи за дисквалификацију: висина мања од минимално дозвољеног стандарда, укључујући млађе подгрупе. Прекорачење максимално дозвољене висине за више од 2 цм.

### Глава
Велики, али не масивни, треба да буду пропорционални величини пса. Веома слабо дефинисан прелаз од чела до њушке, једнако удаљен од врха носа и врха лобање; лобања је довољно широка, али не претерано. Крзно је дугачко око 4 цм, обрве су јасно изражене, али не прекривају очи.
Основи за казну: прекомеран или недефинисан прелаз са чела на њушку. Длака је прекратка или предугачка, обрве недостају или су превише изражене. Разлози за дисквалификацију: неусаглашеност са типом, диспропорција, недовољна или вишка длака.

### Чело
Гледано с предње стране, требало би да изгледа равно, благо закривљено, са благим жлебом између предњих лукова.
Основи за новчану казну: недовољно или превише конвексан, фронтални бразд је претерано изражен. Разлози за дисквалификацију: лобања је равна или куполаста, чело је превише равно или престрмо.

### Јагодице
Не би требало да буду превише моћне или превише равне, али треба да буду донекле заобљене. Коса иза јагодица треба да буде исте дужине као и коса на телу.
Разлози за казну: прешироке јагодице, опуштеност или недостатак мишића.

### Њушка
Снажан, не предугачак, не зашиљен на крају. Нос је увек црн, усне су суве и чврсто стиснуте, носни мост је раван. Мали бркови и брада.
Разлози за казну: њушка предугачка, преслаба или, напротив, превише моћна, исечена или сувише квадратна; нос је мали, ружичаст; дебеле ивице усана, конвексан мост носа, без бркова или премала брада (мора се имати на уму да дужина косе на глави треба да буде око 4 цм, а бркови и брада треба да буду јасно дефинисани) . Основи за дисквалификацију: несразмера лобање, спуштене усне, нецрни нос, слузокоже су регулисане.

### Чељуст
Снажан, са чврстим затварањем, без претераног или подгриза.
Основи за новчану казну: презагриз или благи подгриз. Одсуство два преткутњака аутоматски вас искључује из ЦАС-а и резерве. Одсуство четири преткутњака: аутоматски искључује оцену „Одлично“; оштећени зуби (оштећени каријесом) - у зависности од значаја; сломљени или јако истрошени очњаци. Разлози за дисквалификацију: одсуство више од четири зуба, изражен подгриз или прегриз.

### Уши
Средње величине, широк у основи, доста високо постављен, подсећа на овчији, увек природно уздигнут, врхови благо заобљени; Дозвољене су благо дивергентне уши. Дужина 10 цм Највећи мужјаци имају највише 12 цм.
Разлози за новчану казну: превелике уши; уши сличне ушима белгијског овчара; посађене прениско или преблизу једна другој. Разлози за дисквалификацију: пас погрешно држи уши.

### Очи
Средње величине, није конвексна, уједначена тамна боја, није светла; боја очију може бити мање или више тамна, у зависности од боје длаке (али у сваком случају, не светлија од браон).
Основи за казну: свако одступање од описаног стандарда. Разлози за дисквалификацију: очи неуједначене боје, укошене, различите, сувише светле боје.

### Израз
Није љут, није сумњичав.
Разлози за дисквалификацију: дивљи израз у очима, лукав поглед.

### Врат
Снажан, мишићав, веома дугачак, уздигнут у покрету, прилично окретан, са поносним држањем главе.
Разлози за казну: врат је дуг и слаб, кратак и дебео, усправно постављен, кожа не пристаје чврсто.

### Тело
Груди су широке, али не претерано и не би требало да падају испод нивоа лактова; обим грудног коша, мерен непосредно иза лактова, треба да буде 1/5 већи од висине у гребену, дужина тела треба да буде нешто већа од висине у гребену; леђа равна; доњи део леђа је јак; ребра заобљена у горњој трећини, у правцу линије према грудној кости постепено постају равније; стомак је увучен; сапи се глатко стапају са куковима; кости су јаке, али не претерано.
Основи за новчану казну: зависи од тежине квара; тело је претешко или прелагано, предугачко, са високим ногама или превише чучњаво; ребра су превише равна или округла (у облику бурета); структура подсећа на представнике бувије (пастирске) расе; Сапи су хоризонталне или оштро нагнуте. Разлози за дисквалификацију: горе наведени недостаци су превише очигледни.

### Реп
Обилно прекривен длаком, дужина репа једнака је дужини длаке на телу. У мировању, реп достиже скочни зглоб и виси равно, благо закривљен на крају; када се креће, реп се подиже, али не више од нивоа леђа.
Разлози за казну: реп пацова или претерано длакав реп, прекратак, љуљајући реп, неправилно постављен. Разлози за дисквалификацију: реп је стално подигнут изнад нивоа леђа; пао ниско као резултат корективне операције; остатак, потпуно одсуство репа.

### Предње ноге
Лопатице су дугачке и нагнуте, пружајући псу одличну слободу кретања, мишићаве, али не тешке; подлактице равне и вертикалне; са сувим костима; зглобови су изражени, али не стварају осећај деформитета; дошапље са благим нагибом, пружајући флексибилност удова, што даје псу могућност да се неочекивано заустави у било ком тренутку.
Разлози за казну: лопатице предугачке (као код хрта) или престрме (као Боувиер), слабе или тешке, лабаво постављене или ометају кретање; слабе или грубе кости; слаби лигаменти; шапа су превише равна или сувише нагнута, ширећи се далеко напред када се шапа помера. Разлози за дисквалификацију: горе наведени недостаци су превише очигледни.

### Задње ноге
Бутине су дугачке и веома мишићаве. Горњи део је прилично дугачак, коленски зглоб је јак; не стоји ни превише право ни превише позади; Став није ни узак ни широк. Кук и сапи треба да буду апсолутно хармонични, њихова укупна контура треба да се уклопи у лепо закривљену линију. Ноге су јаке и флексибилне; кости су јаке, али не и грубе. Скочни зглобови са умереним угловима, нису широко размакнути, али не превише уски, скочни зглобови нису много високи; Добро отворен угао скочног зглоба је једна од најважнијих карактеристика ове расе. Скочни зглобови су јаки, суви, а када стоје, метатарзалне кости су окомите на тло; удови вертикални и паралелни.
Основи за новчану казну: зависи од тежине квара.
Разлози за дисквалификацију: општи дефект задњих удова.

### Шапе
Кратак, округао, веома засвођен, у клупко; канџе су јаке, тамне боје. Без канџи или додатних цифара; Пас са шапама није дисквалификован, али је кажњен. Јастучићи су тврди, са одређеним степеном флексибилности, способни да апсорбују ударце и ударце.
Основи за новчану казну: у зависности од квара. Разлози за дисквалификацију: присуство дуплих канџи на сва четири уда.

### Длака
Чврста, средње дужине, није коврџава, није уједначена, треба да буде тврда и длакава на додир. Дужина длаке по целој површини тела, укључујући реп, треба да буде од 5 до 6 цм.Поддлака је танка и густа.
Основи за новчану казну: дужина длаке је мања од 4,5 цм, није довољно чврста, има тенденцију да буде мало коврџава или, напротив, пријања уз тело као хомогена маса. Основи за дисквалификацију: дужина длаке је мања од 4 цм, дужина длаке је већа од 6 цм, коса је коврџава или веома чврсто прислоњена уз тело у хомогену масу, меку или вунасту.

### Боја
Сива, сиво-црна, сива са инклузијама црне, сиво-плаве, црвенкасто-сиве, сиво-смеђе боје светлих и тамних нијанси. Велике беле мрље нису дозвољене; мале беле ознаке на грудима и врховима шапа су дозвољене.
Основи за новчану казну: бела мрља на грудима, која формира предњи део кошуље, потпуно бели прсти. Разлози за дисквалификацију: црни, бели, харлекин, шарени, превише белог на грудима, потпуно беле шапе; беле инклузије на другим деловима тела.

## Kарактеристике
Пикардијски овчар је друштвен, одан и миран пас. Неповерљив и може бити агресиван према странцима, он је изузетно ефикасан чувар. Погодан је за службеног пса, а може бити и миран кућни пас. Нежан је са децом и воли да се игра.
Пикардијски овчари су енергични и вредни, пажљиви и одани према деци. Срећни су када имају посао. Такође имају заштитну природу, што их чини добрим псима чуварима.
Раса такође има добро развијен смисао за хумор, што их чини драгим пратиоцима.
Као и многе овчарске расе, Пикардијски овчари захтевају много неговања.

## Дресура
Типичан је радни пас, јако паметан и лако учи иако није увек спреман за учење и може бити својеглав и упоран. Свог господара изразиро поштује иако никад није наметљив.

## Здравље
Немају генетску предиспозицију као раса ка неким озбиљнијим наследним болестима. Познато је да се код њих могу јавити проблеми са дисплазијом кука.

## Изглед
Средње велик и јак пас са богатим, водоотпорним крзном. Има јак и мишићав врат, дубок грудни кош, чврсте слабине, широка рамена и мишићаве ноге које дају утисак снаге и уравнотежености. Брадат је и бркат, има пропорционалну главу. Боја длаке се мења од сиве до риђе, евентуално прошаране црним. Очи морају бити тамне.

## Нега
Може живети у стану ако му се обезбеди довољно физичких активности. Његову длаку је пожељно повремено четкати, а купати га само када је неопходно.

## Животни век
12-14 година.